# 162059 Mészáros
162059 Mészáros è un asteroide della fascia principale. Scoperto nel 1997, presenta un'orbita caratterizzata da un semiasse maggiore pari a 3,1867992 au e da un'eccentricità di 0,2310693, inclinata di 7,18137° rispetto all'eclittica.